# 洪喆
洪喆（韓語：홍철／洪喆，1990年9月17日—），韩国足球运动员，司职左后卫，现效力于K聯賽1球會FC大邱。

## 球會生涯

### 出道：城南一和天馬
洪喆的职业生涯大多在韩职度過。在2010年，他從城南一和天马出道。

### 當打之年：转投水原三星藍翼
2013年，洪喆转会至水原三星藍翼。

#### 服兵役期间：短留尚州尚武
2017至2018年，因洪喆服兵役，其短暫转往尚州尚武，以维持足球员在服兵役期間的足球活動及训练。

### 渐入晚景：转会蔚山现代
2020年，洪喆转会至蔚山现代。

### 进入三十：在FC大邱養老
2022年2月，洪喆转会至FC大邱。

## 國家隊生涯
2018年6月2日，韓國足協公佈了前往俄羅斯世界杯的最終23人大名單，洪喆入選
。
2022年1月15日，洪喆在对冰岛的友谊赛中后備入替並带上队长臂章，为洪喆首次为国家队以队长身份出战。
2022年11月，洪喆獲选入2022年世界盃最終26人名單。

## 荣誉
城南一和天马
- 亚足联冠军联赛冠军：2010
- 韩国足协杯冠军：2011年

水原三星蓝翼
- 韩国足协杯冠军：2016年、2019年

蔚山現代
- 亚足联冠军联赛冠军：2020